# Elisabeth Philipp
Elisabeth Philipp (* 28. August 1912 in Wien; † 1988 ebenda) war eine österreichische Physikerin.

## Leben & Wirken
Elisabeth Philipp wurde am 28. August 1912 als Tochter eines in Wien tätigen Holzfachmannes in Wien geboren. Nach der allgemeinen Schulbildung besuchte sie ab dem Wintersemester 1931 die Technische Hochschule Wien und verließ diese im Sommersemester 1937. Anfangs gehörte sie der Allgemeinen Abteilung an und war ab der 1. Staatsprüfung an der Unterabteilung für Technische Physik beschäftigt. In der Ausgabe vom 9. Februar 1937 der jüdischen Zeitung Die Stimme wurde ihr Austritt aus dem Judentum öffentlich bekanntgegeben. Nachdem ihr während des Zweiten Weltkriegs die Einreichung einer Dissertation aus rassistischen Gründen verwehrt wurde, holte sie ihre Promotion im April 1946 nach. Davor war sie ab August 1938 bei der Siemens & Halske AG in Berlin-Siemensstadt beschäftigt und arbeitete hierbei im Zentrallaboratorium der Abteilung für Elektroakustik. Mit der Verlegung des Werkes nach Wien im Jahre 1943 kehrte Philipp wieder in ihre Heimatstadt zurück, wo sie bis zu ihrer Pensionierung tätig war.
Sie war die zweite Frau, die an der TH Wien als Dr.in techn. der Technischen Physik promovierte.
Im Mai oder Juni 1988 starb Philipp im Alter von 76 Jahren in ihrer Geburtsstadt und wurde am 7. Juni 1988 am Wiener Zentralfriedhof (Gruppe 101, Reihe 19, Nummer 19) beerdigt.